# Demi Lovato South American Tour 2010
Demi Lovato South American Tour 2010 é a primeira turnê solo da cantora e atriz americana Demi Lovato na América do Sul, além de ser sua primeira turnê internacional. A turnê se iniciou em 23 de maio de 2010, em Santiago, no Chile, e terminou em 28 de maio de 2010, em São Paulo, Brasil. A abertura dos shows em São Paulo e no Rio de Janeiro foi feita pela cantora Lu Alone.
Os ingressos do show em São Paulo foram colocados à venda para o fã clube oficial em 30 de março de 2010, e então para o público em geral em 1 de abril de 2010. Em 7 de maio de 2010, os ingressos para a apresentação haviam esgotado.
Para divulgar a turnê, foi lançada em 24 de maio de 2010 uma edição especial do álbum Here We Go Again no Brasil e na Colômbia, contendo o álbum e um DVD com nove faixas de uma apresentação da cantora na Wembley Arena, em Londres.

## Início das vendas
No Brasil, os bilhetes para o show começaram a ser vendidos dia 30 de março de 2010 para os membros do fã clube oficial, e depois ao público em geral no dia 1º de abril de 2010. De acordo com informações prestadas pelo Via Funchal, de São Paulo, todos os ingressos para o show já havia sido vendidos no dia 7 de maio de 2010. Na HSBC Arena, no Rio de Janeiro, mais da metade dos ingressos já haviam sido vendidos ou reservados até o dia 10 de abril. No final, todos os ingressos foram vendidos. Na Colômbia, os bilhetes começaram a ser vendidos em 9 de abril de 2010, e no Chile dia 12 de abril de 2010. No Chile, os ingressos estavam quase completamente esgotados, apenas dois bilhetes estavam disponíveis no último dia.

## Repertório

### ChileeColômbia
1. "La La Land"
2. "So Far So Great"
3. "Gonna Get Caught"
4. "U Got Nothin' On Me"
5. "Party"
6. "Trainwreck"
7. "Catch Me"
8. "Lo Que Soy"
9. "Solo"
10. "Stop the World"
11. "Two Worlds Collide"
12. "Everytime You Lie"
13. "Remember December"
14. "Here We Go Again"

Encore
1. "Don't Forget"
2. "Get Back"

### Brasil
1. "Girls Can Rock"
2. "School"
3. Medley (covers dos Jonas Brothers)
  1. "When You Look Me in the Eyes"
  2. "SOS"
  3. "Burnin' Up"
4. "Not the Right Day"
5. "Hot n Cold" (cover de Katy Perry)
6. "Postcard"
7. "I'm Not a Little Girl"
8. "So What" (cover da P!nk)

1. "La La Land"
2. "So Far So Great"
3. "Gonna Get Caught"
4. "U Got Nothin' On Me"
5. "Party"
6. "Trainwreck"
7. "Catch Me"
8. "This Is Me" (com um membro da platéia)
9. "Can't Back Down"
10. "Solo"
11. "Stop the World"
12. "Two Worlds Collide"
13. "(You Make Me Feel Like) A Natural Woman" (cover de Aretha Franklin)
14. "Everytime You Lie"
15. "Remember December"
16. "Here We Go Again"

Encore
1. "Don't Forget"
2. "Get Back"

1. "La La Land"
2. "So Far So Great"
3. "Gonna Get Caught"
4. "U Got Nothin' On Me"
5. "Party"
6. "Trainwreck"
7. "Catch Me"
8. "This Is Me" (com um membro da platéia)
9. "Solo"
10. "Stop the World"
11. "Two Worlds Collide"
12. "Everytime You Lie"
13. "Remember December"
14. "Here We Go Again"

Encore
1. "Don't Forget"
2. "Get Back"

## Datas
| Data               | Cidade         | País     | Local                 |
| ------------------ | -------------- | -------- | --------------------- |
| América do Sul     |                |          |                       |
| 23 de Maio de 2010 | Santiago       | Chile    | Movistar Arena        |
| 25 de Maio de 2010 | Bogotá         | Colômbia | Movistar Arena Bogotá |
| 27 de Maio de 2010 | Rio de Janeiro | Brasil   | HSBC Arena            |
| 28 de Maio de 2010 | São Paulo      | Brasil   | Via Funchal           |

## Arrecadação
| Local             | Cidade         | Ingressos Vendidos / Disponíveis | Receita    |
| ----------------- | -------------- | -------------------------------- | ---------- |
| Coliseo El Campin | Bogotá         | 4,245 / 5,300 (80%)              | $265,449   |
| HSBC Arena        | Rio de Janeiro | 4,367 / 4,700 (93%)              | $361,258   |
| Via Funchal       | São Paulo      | 5,285 / 5,285 (100%)             | $380,883   |
|                   | TOTAL          | 13,897 / 15,285 (91%)            | $1,007,590 |